# Pijawka (film)
Pijawka (org. Shabab emraa, شباب امراة) – egipski czarno-biały film dramatyczny z 1956 roku. Film w 1956 roku pojawił się na Festiwalu Filmowym w Cannes, gdzie był nominowany do Złotej Palmy.

## Treść[3]
Młody mężczyzna z prowincji przybywa do Kairu, by kontynuować swoją edukację. Nawiązuje romans z młodą wdową, właścicielką stancji, w której się zatrzymuje. Kobieta uczy go wiele o życiu, ale jednocześnie okazuje się bardzo zaborcza. Chcę by mężczyzna wyrzekł dla niej swoich obowiązków wobec rodziny, studiów, a nawet religii. Mężczyzna próbuje w tej sytuacji zakończyć znajomość, ale kobieta nie pozwala mu łatwo odejść.

## Obsada
- Taheyya Kariokka - Shafaat
- Shukry Sarhan
- Abdel Warith Assir
- Seraj Munir
- Shadia
- Ferdoos Mohammed - matka